# (6138) Miguelhernández
(6138) Miguelhernández ist ein Asteroid des Hauptgürtels, der am 14. Mai 1991 von den japanischen Astronomen Satoru Ōtomo und Osamu Muramatsu an der Sternwarte in  Kiyosato (IAU-Code 894) in Japan entdeckt wurde.
Der Himmelskörper gehört zur Nysa-Gruppe, einer nach (44) Nysa benannten Gruppe von Asteroiden (auch Hertha-Familie genannt, nach (135) Hertha).
Benannt wurde er am 12. Januar 2017 nach dem spanischen Dichter und Dramatiker Miguel Hernández (1910–1942), der einer der bedeutendsten spanischen Dichter und Dramatiker des 20. Jahrhunderts war und 1942 unter Franco im Gefängnis starb.